# آلف آکرمان
آلف آکرمان (انگلیسی: Alf Ackerman; ۵ ژانویهٔ ۱۹۲۹ – ۱۰ ژوئیهٔ ۱۹۸۸) بازیکن فوتبال اهل آفریقای جنوبی بود.
از باشگاه‌هایی که در آن بازی کرده‌است می‌توان به باشگاه فوتبال هال سیتی، باشگاه فوتبال میلوال، باشگاه فوتبال کارلایل یونایتد، باشگاه فوتبال نوریچ سیتی، باشگاه فوتبال دارتفورد، و باشگاه فوتبال دربی کانتی اشاره کرد.